# This town ain't the same anymore
This town ain't the same anymore is een nummer in het genre folk/rock dat werd geschreven door Michael Martin Murphey (Travis Lewis) en Boomer Castleman (Boomer Clarke). Het werd in 1967 uitgebracht door The Lewis & Clarke Expedition op hun elpee The Lewis & Clarke Expedition (ook Earth, air, fire and water).
Het nummer werd verschillende malen gecoverd, onder meer op de single uit 1968 van de Noorse band Difference.
Verder verscheen het in 1968 op de B-kant van de single Windy day van de Australische band The Executives; dat nummer is eveneens een cover van The Lewis & Clarke Expedition.
Toen de Nederlandse band The Cats in 1994 een comeback trachtte te maken, zonder de voormalige leadzanger Piet Veerman en met Jan Akkerman en Flaco Jiménez, verscheen het nummer als The town ain't the same op hun album Shine on.

## Difference
De Noorse rockband Difference bracht het nummer in 1968 uit op single als This town ain't the same al dan niet aangevuld met anymore en ook no more. Op de B-kant van de single staat het nummer Sweet sounds everywhere. This town werd toen nog niet uitgebracht op een elpee; de eerste elpee van de band verscheen pas na hun comeback in 1974.